# Reinhard Olt

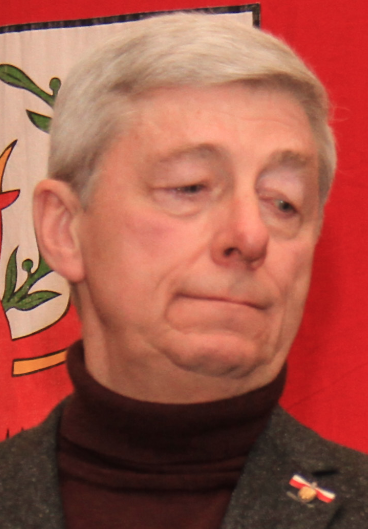
Reinhard Michael Olt (2018)

Reinhard Michael Olt (* 11. Februar 1952 in Haingrund) ist deutscher Journalist und Hochschullehrer.

## Leben und Werk
Der Sohn aus einer Bauernfamilie besuchte Schulen in Haingrund, Obernburg am Main und Michelstadt, schloss dort 1971 mit Abitur ab und leistete danach seinen Wehrdienst. Anschließend studierte Olt in Mainz und Gießen Germanistik, Volkskunde, Osteuropäische Geschichte und Politikwissenschaft. Seiner Promotion 1980 schloss sich eine Tätigkeit als Wissenschaftlicher Mitarbeiter an der Justus-Liebig-Universität Gießen an.
Von 1. November 1985 bis 31. August 2012 war Olt für die Frankfurter Allgemeine Zeitung tätig, vom 1. September 1994 bis zum Ausscheiden als politischer Korrespondent mit Sitz in Wien. Neben dieser Tätigkeit hatte er Lehraufträge an deutschen und österreichischen Hochschulen inne. Von 1992 bis 2008 war er Mitglied des Gesamtvorstands der Gesellschaft für deutsche Sprache (GfdS). Ab 2012 unterrichtete er gelegentlich in Budapest sowie in Graz.
Im September 2018 wurde Olt als neuer Autor des Monatsmagazins Alles Roger? vorgestellt. Für die Historikerkommission der FPÖ verfasste Olt einen Beitrag zum Thema Südtirolpolitik der FPÖ.

## Pseudonyme
Identische Artikel von Reinhard Olt erscheinen auch unter Pseudonymen wie „Reynke de Vos“ und „Herrolt vom Odenwald“, wobei die Aliase bei politisch umstrittenen Plattformen wie etwa unzensuriert.at genutzt werden.

## Auszeichnungen
- 1990 Tiroler Adler-Orden
- 1993 Medienpreis des Bundes der Vertriebenen
- 2003 Zum Titularprofessor, bestellt von der österreichischen Bundesministerin für Bildung, Wissenschaft und Kultur Elisabeth Gehrer
- 2003 Leopold-Kunschak-Preis Pressepreis
- 2004 Auszeichnung mit dem erstmals verliehenen Otto-von-Habsburg-Journalistenpreis für Minderheitenschutz und kulturelle Vielfalt durch die Europäische Vereinigung von Tageszeitungen in Minderheiten- und Regionalsprachen (MIDAS)[6]
- 2004  Goldenes Ehrenzeichen der Steiermark
- 2008 „Inge Morath-Preis für Wissenschaftspublizistik“ der Steiermark[7]
- 2009 Verdienstorden des Landes Südtirol
- 2011  „Niveaupreis des ungarischen Außenministeriums“, verliehen vom ungarischen Außenminister János Martonyi.[8]
- 2012 verlieh die Loránd-Eötvös-Universität (ELTE) in Budapest Olt die Würde eines „Doctors honoris causa und Professors“.[9][10][11]
- 2013 erhielt Olt aus der Hand des Wissenschaftsministers der Republik Österreich Karlheinz Töchterle das vom österreichischen Bundespräsidenten Heinz Fischer verliehene Österreichische Ehrenkreuz für Wissenschaft und Kunst.[12]
- 2013 Landeshauptmann Günther Platter verlieh Olt am 25. Oktober 2013 den Großen Tiroler Adler-Orden.[13]
- 2017 Auszeichnung Freund Ungarns[14]
- 2021 Ungarischer Verdienstorden[14]